# Luis Vélez
Luis Alejandro Vélez Ladrón es un productor,     director de cine, productor y director de escena para la televisión mexicano.

## Biografía
Estudió Cine de 1976 a 1980 en el Centro de Estudios Cinematográficos de la Universidad Nacional Autónoma de México, donde también cursó la carrera de Cirujano Dentista. 
Trabajó en la dirección de distintas telenovelas y programas unitarios para la televisora mexicana Televisa de 1988 a 1997, y a partir de ese año para TV Azteca hasta el 2001. También trabajo para la cadena Univisión y en el 2014 regresa a Televisa como Director de escena. 
Se ha desempeñado también como guionista y productor de distintas series televisivas, documentales y largometrajes.

## Filmografía como director

### Televisión

#### Televisa
- El ángel de Aurora (2024)
- Segunda parte de Por siempre Joan Sebastian (2016)
- Segunda parte de Yo no creo en los hombres (2014/15)
- Quiero amarte (2013/14)
- La jaula de oro (1997) director invitado
- La paloma (1995)
- Primera parte de Prisionera de amor (1994)
- Primera parte de Valentina (1993)
- Capricho (1993)
- Valeria y Maximiliano (1991/92)
- Vida robada (1991)
- Cadenas de amargura (1991)
- Cenizas y diamantes (1990)
- Flor y canela (1988/89)
- Amor en silencio (1988) director adjunto

#### Univision
- Eva Luna (2010/11)
- Vidas cruzadas (2009)

#### TV Azteca
- Mujer comprada (2009/10)
- Amores, querer con alevosía (2001)
- Tío Alberto (2000/01)
- Háblame de amor (1999/2000)

### Largometrajes
- Propiedad ajena (2007)
- Corazón de melón (2003)
- Caracol púrpura (Documental, 1986)

## Filmografía como productor

### Productor ejecutivo
TV Azteca
- Amores, querer con alevosía (2001)
- Tío Alberto (2000-2001)
- Háblame de amor (1999-2000)
- Tres veces Sofía (1998-1999)

## Otros proyectos
- Estrellas de novela (2003) - Director de la casa-estudio y jurado[1]

## Premios

### Premios TVyNovelas
| Año  | Categoría                 | Telenovela                | Resultado |
| ---- | ------------------------- | ------------------------- | --------- |
| 1992 | Mejor dirección de escena | Cadenas de amargura       | Ganador   |
| 2015 | Mejor dirección de escena | Yo no creo en los hombres | Ganador   |